# Port lotniczy Denver
Port lotniczy Denver (IATA: DEN, ICAO: KDEN) – międzynarodowy port lotniczy położony na północny wschód od Denver, w Kolorado. W 2005 obsłużył ponad 43 mln pasażerów, natomiast w 2007 prawie 50 mln.
Lotnisko znajduje się w północno-wschodniej części Denver, w stanie Kolorado, i jest obsługiwany przez miasto i hrabstwo Denver. Denver International Airport jest największym i najbardziej ruchliwym portem lotniczym w Stanach Zjednoczonych bez lotów bezpośrednich do i z Azji, choć lotnisko aktywnie poszukuje takich połączeń. DIA został wybrany najlepszym lotniskiem w Ameryce Północnej przez czytelników Business Traveler Magazine przez pięć lat z rzędu (2005-2009) i został nazwany „America’s Best Run Airport” przez Time w 2002 roku.
Denver International Airport jest głównym węzłem taniego przewoźnika Frontier Airlines i podmiejskigo Great Lakes Airlines. Jest również drugim co do wielkości węzłem United Airlines (po Chicago O’Hare International Airport). Po fuzji United z Continental Airlines, lotnisko będzie czwartym co do wielkości węzłem United po Houston, Chicago i Newark. Lotnisko jest także miastem-fokus dla Southwest Airlines. Od rozpoczęcia działalności w Denver w styczniu 2006 r. Southwest otworzył 40 połączeń, co czyni Denver jego najszybciej rozwijającym się rynkiem.
Denver International Airport jako jedyne lotnisko w Stanach Zjednoczonych, został zaprojektowany i wdrożony certyfikat ISO 14001 system zarządzania środowiskowego, który obejmuje cały port lotniczy.

## Geografia

Port lotniczy Denver w 2002

Lotnisko znajduje się 25 mil (40 km) od centrum Denver, który jest 19 mil (31 km) dalej niż Stapleton International Airport. Odległe położenie zostało wybrane w celu uniknięcia oddziaływania hałasu na obszarach zurbanizowanych, aby pomieścić rozbudowany układ pasów, które nie byłyby zagrożone przez zimowe sztormy i pozwolić na dalszy rozwój. 33 457 akrów (52,277 m²; 135,40 km²) powierzchni lotniska sprawia, że jest prawie dwa razy większy od Manhattanu. Obszar został przeniesiony z hrabstwa Adams do Denver po głosowaniu w 1989, zwiększając wielkości miasta o 50 procent. Jednakże znaczna część miasta Aurora jest w rzeczywistości bliżej lotniska niż przyłączone części Denver, a cały ruch autostrady do lotniska od centrum Denver przechodzi przez Aurora.

## Historia
We wrześniu 1989 r., pod przewodnictwem burmistrza Denver Federico Peña, federalni urzędnicy zarezerwowali pierwsze 60 mln USD na budowę DIA. Dwa lata później, burmistrz Wellington Webb zaplanował otwarcie lotniska na 29 października 1993 roku.
Opóźnienia spowodowane przez złe planowanie i powtarzającą się zmianę projektu ze względu na zmieniające się wymagania ze strony United Airlines spowodowały przesunięcie terminu najpierw na grudzień 1993 r, a następnie na marzec 1994 roku. Do września 1993 r., opóźnienia spowodowane strajkiem i innymi wydarzeniami oznaczało przesunięcie terminu otwarcia na 15 maja 1994 roku.
W kwietniu 1994 r. miasto zaprosiło reporterów na pokaz pierwszego testu nowego systemu automatycznego bagażu.
DIA ostatecznie otwarto 28 lutego 1995 r. z 16-miesięcznym opóźnieniem i kosztem 4,8 mld USD prawie 2 mld USD więcej, niż zakładał budżet. Przy budowie zatrudnionych było 11000 pracowników.
Po wybudowaniu wszystkich pasów startowych, ale przed ich otwarciem, lotnisko stosowało następujące kody (IATA: DVX, ICAO: KDVX). DIA później przejął (IATA: DEN, ICAO: KDEN) kody ze Stapleton, gdy lotnisko zostało zamknięte.
11 czerwca 2013 United Airlines uruchomiło bezpośrednie połączenie z Denver do Tokio, co jest pierwszym bezpośrednim połączeniem do azjatyckiego miasta dla tego lotniska.

## Linie lotnicze i połączenia

### Hall A
- Aeroméxico (Meksyk) [sezonowo]
- Air Canada (Montréal, Toronto-Pearson)
- AirTran Airways (Atlanta, Milwaukee)
- Alaska Airlines (Anchorage [sezonowo], Seattle/Tacoma)
- American Airlines (Chicago-O’Hare, Dallas/Fort Worth, Miami)
- American Eagle Airlines (Chicago-O’Hare, Los Angeles)
- British Airways (Londyn-Heathrow)
- Frontier Airlines (Akron/Canton, Anchorage [sezonowo], Atlanta, Austin, Boise [sezonowo], Cancún, Chicago-Midway, Cozumel [sezonowo], Dallas/Fort Worth, Dayton, Detroit, Fairbanks [sezonowo], Fort Lauderdale, Fort Myers, Harlingen [od 22 listopada 2018][10], Houston-Hobby, Indianapolis, Jackson Hole [sezonowo], Kansas City, Knoxville (TN) [od 6 czerwca], Las Vegas, Liberia (CR), Long Beach, Los Angeles, Louisville, Madison, Mazatlán [sezonowo], Milwaukee, Minneapolis/St. Paul, Nashville, Nowy Orlean, Nowy Jork-LaGuardia, Newport News/Williamsburg, Orange County, Orlando, Filadelfia, Phoenix, Portland (OR), Puerto Vallarta, Sacramento, St. Louis, Salt Lake City, San Diego, San Francisco, San José del Cabo, San José de Costa Rica [sezonowo], Seattle/Tacoma, Spokane, Tampa, Tucson, Waszyngton-National)
  - Frontier Airlines obsługiwane przez Lynx Aviation(inne języki) (Aspen, Colorado Springs, Durango)
  - Frontier Airlines obsługiwane przez Republic Airlines (Albuquerque, Aspen, Billings, Branson (MO), Bozeman, Colorado Springs, Dallas/Fort Worth, Des Moines, Durango, Grand Rapids, Green Bay [sezonowo], Hayden/Steamboat Springs [sezonowo], Ixtapa/Zihuatanejo [sezonowo] Kansas City, Long Beach, Los Angeles, Milwaukee, Minneapolis/St. Paul, Oklahoma City, Omaha, Phoenix, Provo (UT) [od 20 czerwca], Salt Lake City, San Antonio, San Diego, Santa Barbara, Sioux Falls [od 4 lipca], Wichita)
- Great Lakes Airlines(inne języki) (Alamosa, Alliance, Billings, Chadron, Cheyenne, Cortez, Dickinson, Dodge City, Ely, Farmington, Garden City, Gillette, Glendive, Glasgow (MT), Grand Island, Great Bend, Havre, Hays, Huron, Kearney, Laramie, Lewistown, Liberal, McCook, Miles City, Moab, North Platte, Page, Pierre, Prescott, Pueblo, Riverton, Rock Springs, Scottsbluff, Sheridan, Sidney, Telluride, Vernal, Williston, Wolf Point, Worland)
- Icelandair (Reykjavik-Keflavik)
- JetBlue Airways (Boston, Nowy Jork-JFK)
- Lufthansa (Frankfurt, Monachium)
- Norwegian Air Shuttle (London, Paris-CDG)

### Hall B
- Continental Airlines (Anchorage [od 9 czerwca], Chicago-O’Hare [od 9 czerwca], Cleveland, Fort Lauderdale [od 29 sierpnia], Houston-Intercontinental, Las Vegas, Newark)
- United Airlines (Albuquerque, Austin, Baltimore, Billings, Boise, Boston, Bozeman [sezonowo], Calgary [sezonowo], Cancún, Chicago-O’Hare, Cleveland, Columbus (OH), Dallas/Fort Worth, Des Moines, Eagle/Vail [sezonowo], Grand Rapids [od 9 czerwca], Honolulu, Houston-Intercontinental, Jackson Hole [sezonowo], Kahului, Kansas City, Kona, Las Vegas, Lihue [sezonowo], Los Angeles, Meksyk [sezonowo], Miami, Minneapolis/St. Paul, Montrose [sezonowo], Nowy Orlean, Nowy Jork-LaGuardia, Newark, Oakland, Oklahoma City, Omaha, Ontario, Orange County, Orlando, Filadelfia, Phoenix, Pittsburgh, Portland (OR), Puerto Vallarta, Reno/Tahoe, Sacramento, Salt Lake City, San Antonio, San Diego, San Francisco, San Jose (CA), San José del Cabo, Seattle/Tacoma, Sioux Falls, Spokane, Tampa, Tokio-Narita, Tulsa, Vancouver, Waszyngton-Dulles, Waszyngton-National, Wichita)
  - United Express(inne języki) obsługiwane przez ExpressJet Airlines (Albuquerque, Amarillo [od 3 czerwca], Billings, Bismarck, Cedar Rapids/Iowa City, Cincinnati/Northern Kentucky, Dallas-Love, Dallas/Fort Worth, Des Moines, Durango, El Paso, Fargo, Fayetteville (AR), Grand Junction, Grand Rapids, Huntsville, Indianapolis [od 10 czerwca], Kansas City, Knoxville, Lincoln, Little Rock, Louisville, Lubbock, Madison, Memphis, Moline/Quad Cities, Montrose, Nashville, Oklahoma City, Omaha, Peoria, Rapid City, Sioux Falls, Springfield (MO), Tulsa, Wichita)
  - United Express(inne języki) obsługiwane przez GoJet Airlines (Austin, Cincinnati/Northern Kentucky, Detroit, Grand Rapids, Kansas City, New Orleans, Oklahoma City, St. Louis, Toronto-Pearson)
  - United Express(inne języki) obsługiwane przez Shuttle America (Albuquerque, Atlanta, Austin, Cedar Rapids/Iowa City, Columbus (OH), Dallas/Fort Worth, Des Moines, Detroit [od 9 czerwca], Edmonton, Grand Rapids, Houston-Intercontinental, Indianapolis, Louisville, Minneapolis/St. Paul, Omaha, Pittsburgh, Salt Lake City, San Antonio, Toronto-Pearson)
  - United Express(inne języki) obsługiwane przez SkyWest (Albuquerque, Aspen, Austin, Bakersfield, Billings, Birmingham (AL), Bismarck, Boise, Bozeman, Burbank, Calgary, Casper, Cedar Rapids/Iowa City, Cleveland, Cody, Colorado Springs, Columbus (OH), Dallas-Love, Dallas/Fort Worth, Dayton, Des Moines, Detroit, Durango, Eagle/Vail, Edmonton, El Paso, Eugene, Fargo, Fayetteville (AR), Fresno, Gillette, Grand Junction, Grand Rapids, Great Falls, Gunnison/Crested Butte, Hayden/Steamboat Springs, Helena, Huntsville, Idaho Falls, Indianapolis, Jackson Hole, Kalispell, Las Vegas [do 5 czerwca], Lincoln, Little Rock, Madison, Medford, Midland/Odessa, Milwaukee, Minneapolis/St. Paul, Minot, Missoula, Moline/Quad Cities, Monterey, Montrose, Nashville, Nowy Orlean, Oklahoma City, Omaha, Ontario, Orange County, Palm Springs, Pasco, Phoenix, Pittsburgh, Portland (OR), Rapid City, Redmond/Bend, Regina, Reno/Tahoe, Rock Springs, Sacramento, Salt Lake City, San Antonio, San Jose (CA), Santa Barbara, Saskatoon, Seattle/Tacoma, Sioux Falls, Spokane, Springfield (MO), St. Louis, Traverse City [sezonowo], Tucson, Tulsa, Vancouver, Wichita, Winnipeg)
  - United Express(inne języki) obsługiwane przez Trans States Airlines (Cedar Rapids/Iowa City, Omaha, St. Louis)
- US Airways (Charlotte, Filadelfia, Phoenix)

### Hall C
- Delta Air Lines (Atlanta, Cincinnati/Northern Kentucky, Detroit, Minneapolis/St. Paul, Nowy Jork-JFK)
  - Delta Connection(inne języki) obsługiwane przez Atlantic Southeast Airlines (Memphis)
  - Delta Connection(inne języki) obsługiwane przez Comair (Cincinnati/Northern Kentucky)
  - Delta Connection(inne języki) obsługiwane przez Mesaba Airlines (Memphis)
  - Delta Connection(inne języki) obsługiwane przez SkyWest (Salt Lake City)
- Southwest Airlines (Albuquerque, Amarillo, Austin, Baltimore, Boise, Boston, Burbank [od 14 sierpnia], Chicago-Midway, Columbus (OH) [od 5 czerwca], Detroit, El Paso, Fort Lauderdale, Hartford, Houston-Hobby, Indianapolis, Jacksonville [od 5 czerwca], Kansas City, Las Vegas, Los Angeles, Minneapolis/St. Paul, Nashville, Nowy Orlean, Newark [od 5 czerwca], Oakland, Oklahoma City, Omaha, Ontario, Orange County, Orlando, Filadelfia, Phoenix, Pittsburgh [od 5 czerwca], Portland (OR), Raleigh/Durham, Reno/Tahoe, Sacramento, St. Louis, Salt Lake City, San Antonio, San Diego, San Francisco, San Jose (CA), Seattle/Tacoma, Spokane, Tampa, Tucson, Tulsa, Waszyngton-Dulles)

## Transport
Regional Transportation District (RTD) obsługuje pięć ekspresowych linii autobusowych zwanych skyRide, a także jedną linię Express i jedną trasę Limited, między DIA i różnymi miejscami w całej alomeracji Denver-Aurora i Boulder.
Autobusy skyRide to komfortowe autokary z dużym miejscem na bagaż, a Express i Limited działają na zasadzie komunikacji miejskiej i są przede wszystkim nastawione dla pracowników lotniska.
| Linia   | Trasa                        | Obsługiwane obszary                                                 |
| ------- | ---------------------------- | ------------------------------------------------------------------- |
| skyRide |                              |                                                                     |
| AA      | Wagon Road / DIA             | Westminster, Northglenn, Thornton, Commerce City                    |
| AB      | Boulder / DIA                | Boulder, Louisville, Superior, Broomfield, Westminster              |
| AF      | Cold Spring / Downtown / DIA | Lakewood, Downtown Denver (Market Street Station), Northeast Denver |
| AS      | Stapleton / DIA              | Northeast Denver                                                    |
| AT      | Arapahoe County / DIA        | Greenwood Village, Southeast Denver, Central Aurora                 |
| Limited |                              |                                                                     |
| 169L    | Buckley / Tower / DIA        | South and East Aurora, Northeast Denver                             |
| Express |                              |                                                                     |
| 145X    | Brighton / DIA               | Brighton                                                            |

Do roku 2015, RTD planuje budowę podmiejskiej linii kolejowej od Union Station w Denver poprzez Aurorę do Lotniska, jako część programu FasTracks.

## Teorie spiskowe i kontrowersje
Istnieje wiele teorii spiskowych dotyczących projektowania i budowy portu lotniczego, jak kształt utworzony przez pasy startowe, który przypomina swastykę.
Przedstawiające ludobójstwo murale na ścianach hali odbioru bagażu mają przedstawiać aluzję do przyszłej dyktatury wojskowej i rządów jednej, światowej władzy. Jednakże Leo Tanguma, autor malowideł utrzymuje, że dzieła nazwane „W pokoju i w harmonii ze światem” oraz „Dzieci światowego snu pokoju” przedstawiają degradacje środowiska wywołaną działalnością człowieka oraz ludobójstwo idące zawsze razem z człowiekiem, które ma uleczyć naturę i spowodować życie w pokoju.
Na lotnisku znajdują się również nietypowe symbole, które mogą być znakami Templariuszy. Pocięte słowa umieszczone na podłodze lotniska mają mieć podłoże masońskie, satanistyczne lub mają być tajnym szyfrem Nowego porządku świata. Jednakże słowa Cochetopa, Sisnaajini i Dzit Dit Gaii to określenia miejsc geograficznych w stanie Kolorado w języku navajo, natomiast wyrazy Braaksma i Villarreal to nazwiska twórców rzeźb i malowideł na lotnisku.
Ponadto na podłodze znajduje się napis AuAg, który ma reprezentować Australia Antigen. Oficjalnie jest to symbol złota i srebra.
Na kamieniu, który pokrywa kapsułę czasu znajduje się cyrkiel, węgielnica i litera G pomiędzy nimi- symbol masonerii oraz napis New World Airport Commission, pomimo że takowa komisja nie istnieje.
Przed lotniskiem znajduje się wysoka na 10 metrów, czterotonowa rzeźba konia wykonana z włókna szklanego, którego oczy w nocy świecą na czerwono. Ma to być aluzja do jednego z Czterech Jeźdźców Apokalipsy. Ponadto Luis Jiménez, autor rzeźby zginął podczas wykonywania dzieła, kiedy to został przygnieciony kawałkiem swojej rzeźby.
Ponadto pod lotniskiem ma się znajdować 5 budynków połączonych tunelami, które zostały wkopane w ziemię na początku prac. Budynki te mają stanowić podziemną bazę lub obóz śmierci (o czym ma świadczyć skierowanie ogrodzenia drutu kolczastego do wewnątrz zamiast na zewnątrz lotniska). Oficjalnie utrzymuje się, że są wykorzystywane jako magazyny, jednakże zwolennicy teorii spiskowych twierdzą, że żadne lotnisko nie potrzebuje tak wielkiej powierzchni magazynowej.